# Жюси (Эна)
Жюси́ (фр. Jussy) — коммуна во Франции, находится в регионе Пикардия. Департамент коммуны — Эна. Входит в состав кантона Рибмон. Округ коммуны — Сен-Кантен.
Код INSEE коммуны — 02397.

## Население
Население коммуны на 2010 год составляло 1243 человека.
| 1962 | 1968 | 1975 | 1982 | 1990 | 1999 | 2010 |
| ---- | ---- | ---- | ---- | ---- | ---- | ---- |
| 1168 | 1094 | 1242 | 1194 | 1247 | 1289 | 1243 |

## Экономика
В 2010 году среди 809 человек трудоспособного возраста (15—64 лет) 600 были экономически активными, 209 — неактивными (показатель активности — 74,2 %, в 1999 году было 65,8 %). Из 600 активных жителей работали 511 человек (281 мужчина и 230 женщин), безработных было 89 (42 мужчины и 47 женщин). Среди 209 неактивных 53 человека были учениками или студентами, 75 — пенсионерами, 81 были неактивными по другим причинам.